# 小行星8979
小行星8979（8979 Clanga）是一颗绕太阳运转的小行星，为主小行星带小行星。该小行星于1977年10月16日发现。

## 轨道参数
小行星8979的轨道半长轴为2.1297215 UA，离心率为0.128。
| 前一小行星： 小行星8978 | 小行星列表 | 後一小行星： 小行星8980 |